# Carmen (film 1984)
Carmen è un film-opera del 1984 diretto da Francesco Rosi, interpretato da Julia Migenes, Plácido Domingo e Ruggero Raimondi. Lorin Maazel dirige l'Orchestre national de France. Le coreografie del film sono firmate da Antonio Gades, mentre la colonna sonora ha vinto il disco di platino in Francia. Trasposizione cinematografica dell'opera lirica omonima di Georges Bizet su libretto di Henri Meilhac e Ludovic Halévy, tratta dal racconto di Prosper Mérimée.

## Trama

### Atto primo
Vicino a una manifattura di tabacchi vi è una caserma. Micaela, una giovane navarrese, vi si appressa per cercarvi José, un brigadiere suo compaesano. I soldati cercano di trattenere la ragazza, ma questa, non trovando José, se ne va, rifuggendo dalle civetterie. Don José viene avvisato che lo si cerca. Rintraccia Micaela: è lei la ragazza che sua madre gli ha destinato come sposa e che viene, sua messaggera, a portargli la benedizione materna.
José è commosso, ricevendo il casto bacio che gli dà la giovinetta. Ma i suoi sensi sono turbati: poco prima Carmen, la più conturbante delle sigaraie, gli ha lanciato un fiore. E Carmen non è donna che si dimentichi facilmente. Alla manifattura scoppia una lite, due donne vengono alle mani. Una delle due è Carmen, che ha sfregiato la rivale. José viene incaricato di portare in città la bella zingara. Carmen si rende conto che avrà buon gioco e, celiando, promette il suo amore al brigadiere se lui la lascerà scappare. Quando lei tenta la fuga, infatti, José fa ben poco per fermarla.

### Atto secondo
È passato del tempo. José è stato condannato e deve scontare la sua pena in prigione. Carmen, però, fedele alla promessa, lo attende alla locanda di Lillas Pastia, vicino alle porte della città. Neanche gli sguardi di fuoco che le lancia un famoso torero, Escamillo, concupito da tutte le belle, servono a distoglierla dal suo amore per José che, quella sera, finalmente giunge. 
La taverna è ormai chiusa, non ci sono più clienti. Solo alcuni contrabbandieri amici di Carmen che han cercato di convincere la zingara a partirsene con loro per le montagne, inutilmente.
Felice di essere con l'uomo che ama, Carmen balla per lui solo. José, nel silenzio della notte, sente in lontananza il suono della tromba che chiama alla ritirata. Saluta Carmen, deve tornarsene in caserma. La donna, quando comprende l'affronto, diventa furibonda. Ah! Ma se José preferisce la tromba a lei, che se ne vada pure, ma che non osi tornare mai più. José è irremovibile. Niente può l'amore contro il dovere. Ma ciò che non riesce a fare l'amore, riesce a farlo la gelosia. Giunge in quel momento Zuniga, l'ufficiale di José, sperando in un incontro amoroso con la bella gitana.  Al vedere il presunto rivale, José non si contiene più: gli si getta contro, sfidandolo a duello. Chiamati da Carmen, intervengono i contrabbandieri che dividono i due. Legano Zuniga. José, a quel punto, è costretto a seguire i fuorilegge sulle montagne.

### Atto terzo
Tra le montagne, José e Carmen litigano ormai in continuazione. Se l'uomo è geloso, la zingara non sopporta la gelosia. Le due compagne di Carmen, Frasquita e Mercedes, fanno le carte vicino al fuoco. Anche Carmen vuole leggere il suo destino. Le carte parlano: l'aspetta la morte. Trae una carta anche per José: stessa sorte. Guidata da un vecchio, intanto, si sta avvicinando all'accampamento Micaela. Cerca Don José per avvisarlo che sua madre è in fin di vita. Un altro che sopraggiunge è Escamillo: cerca la bella che lo ha stregato. Ma Carmen non c'è, è andata con le sue compagne a cercare di distogliere dai loro doveri i doganieri del passo, per agevolare il passaggio dei contrabbandieri.
Quello che Escamillo trova è, invece, Don José che, geloso, lo sfida a duello. Il torero non vuole colpire, cerca solo di difendersi. Ma Don José, trovando in sua mercé il rivale, sta per ucciderlo. È fermato dall'intervento di Carmen che è tornata in quel momento. Il torero ringrazia la bella che lo ha salvato e rimanda il duello con Don José ad altro momento. Si fa avanti Micaela, fino ad allora celata nell'ombra. Reca il messaggio della morente che vuole accanto a sé il figlio. Don José, suo malgrado, deve abbandonare Carmen.

### Atto quarto
Siamo di nuovo a Siviglia, alla Plaza de Toros. Escamillo si prepara per la corrida, il popolo si riversa nell'arena. Cominciano le sfide di toreadores e picadores. Su un carro, vestita a festa, c'è Carmen con le sue amiche. Prende posto nella tribuna. Escamillo le rivolge parole d'amore, e lei ricambia. La corrida ha inizio. Tra la folla, José lancia sguardi di fuoco verso la sua amante. Carmen se ne accorge. A un suo cenno, lo segue fuori dall'arena: vuole mettere la parola fine a tutta quella storia. Ancora geloso, José supplica la gitana di tornare da lui. Farà ogni cosa per lei, anche il bandito. Potranno andarsene e ricominciare una nuova vita...
Ma Carmen non ne vuole sapere: lei non lo ama più. Vuole essere libera. Non teme le sue minacce. Preferisce la morte alla schiavitù di un amore che non esiste più da molto tempo. Non lo seguirà a nessun costo. Allora, mentre la folla grida alla vittoria, all'uccisione del toro, José si lancia con un coltello contro la donna che dice di amare e la uccide.

## Produzione
Per entrare nello spirito dell'opera, Rosi ha ascoltato la musica di Georges Bizet per interi mesi. Si è poi ispirato al libro Viaggio in Ispagna del barone Charles Davillier, illustrato da oltre 300 disegni di Gustave Doré, ritrovando nella Sierra de Ronda il mondo illustrato da Doré.

## Distribuzione
Il film è stato distribuito dalla Gaumont, uscendo nelle sale italiane il 20 settembre 1984.

### Data di uscita
IMDb
- Francia	14 marzo 1984
- Canada	15 settembre 1984	 (Toronto Film Festival)
- Italia	20 settembre 1984
- USA	20 settembre 1984	 (35 mm version)
- Spagna	4 ottobre 1984	 (Madrid)
- Australia	15 novembre 1984
- Germania Ovest	23 novembre 1984
- Svezia	21 dicembre 1984
- UK	1985
- Finlandia	22 marzo 1985
- Portogallo	5 luglio 1985
- Ungheria	13 ottobre 1988
- Germania	12 febbraio 2008	 (Berlin International Film Festival)

Alias
- Carmen	Argentina / Grecia / Portogallo (titolo DVD) / Germania Ovest
- Bizet'n Carmen	Finlandia
- Bizet's Carmen	(undefined)
- Carmen de Bizet	Spagna

## Riconoscimenti
- 1985 - David di Donatello
  - Miglior film a Francesco Rosi
  - Miglior regia a Francesco Rosi
  - Migliore fotografia a Pasqualino De Santis
  - Migliore scenografia a Enrico Job
  - Migliori costumi a Enrico Job
  - Miglior montaggio a Ruggero Mastroianni
  - Nomination Migliore attrice protagonista a Julia Migenes
  - Nomination Miglior attore non protagonista a Ruggero Raimondi
- 1985 - Nastro d'argento
  - Migliore scenografia a Enrico Job
- 1985 - Grammy Award
  - Best Opera Recording a Michel Glotz, Lorin Maazel, Julia Migenes, Plácido Domingo, Ruggero Raimondi e Faith Esham
- 1985 - Golden Globe
  - Nomination Miglior film straniero (Francia)
- 1986 - BAFTA Awards
  - Nomination Miglior film straniero (Italia)
  - Nomination Miglior sonoro a Dominique Hennequin, Hugues Darmois, Bernard Leroux e Harald Maury
- 1985 - Premio César
  - Miglior sonoro a Dominique Hennequin, Guy Level e Harald Maury
  - Nomination Miglior film a Francesco Rosi
  - Nomination Miglior regista a Francesco Rosi
  - Nomination Migliore attrice protagonista a Julia Migenes
  - Nomination Migliore fotografia a Pasqualino De Santis
  - Nomination Miglior scenografia a Enrico Job
  - Nomination Migliori costumi a Enrico Job